# Overlord: Dark Legend
 (avril 2020).
Si vous disposez d'ouvrages ou d'articles de référence ou si vous connaissez des sites web de qualité traitant du thème abordé ici, merci de compléter l'article en donnant les références utiles à sa vérifiabilité et en les liant à la section « Notes et références ».
Overlord: Dark Legend est un jeu vidéo développé par Climax et édité par Codemasters. Il s’agit d’un jeu d'action-aventure sorti sur Wii en juin 2009 en Europe.

## Trame
L'histoire du jeu se déroule plusieurs années avant le premier jeu de la série Overlord.
Elle commence dans un lieu appelé Greenvale, dominé par les seigneurs du Château Gromgard, où le dernier Duc est parti après avoir échoué dans sa quête afin de redorer le blason de sa famille. Greenvale est alors en proie au chaos, envahi par des Halfelins, des Loups et par une troupe de voleurs appelée la "Flamme Noire".
L'ancien Duc avait trois enfants : deux fils et une fille. Le premier fils est Lord Grenville, un homme intelligent et ambitieux qui est un ami du chef des Elfes locaux, Erasmus. La fille se nomme Lady Gerda, c'est une brute et une guerrière, tout le contraire de Grenville, qui est très proche du roi des Nains, Widget. Le dernier-né, qui a tout juste 16 ans au début du jeu, est considéré comme un déchet par ses deux ainés.
Le jeu commence donc par une matinée ensoleillée au château Gromgard, où le cadet de la famille reçoit un cadeau du chef du château, Rollick. Le "cadeau", qui devait lui être remis lorsqu'il aurait 16 ans, est un étrange gantelet. En l'utilisant, il ouvre une porte dissimulée dans le hall du château et arrive dans ce qui semble être une salle du trône. Il y trouve une armure et, en la touchant, il la revêt immédiatement et se trouve en plus armé d'une hache. Il découvre ensuite, coincé dans une vierge de fer, Biscornu, le conseiller du premier jeu de la série.
C'est à partir de ce moment que le jeune "Seigneur Gromgard" va prendre sa destinée en main et partir en exploration dans les domaines qui entourent Greenvale pour devenir un véritable Overlord.